# Guayaquilspett
Guayaquilspett (Campephilus gayaquilensis) är en fågel i familjen hackspettar inom ordningen hackspettartade fåglar.

## Utbredning
Fågeln förekommer i arida låglänta områden vid Stilla havet i sydvästra Colombia och nordvästra Peru (Cajamarca).

## Status
IUCN kategoriserar arten som livskraftig.

## Namn
Fågelns svenska och vetenskapliga artnamn syftar på staden Guayaquil i Ecuador.